# 16934 Kevinmeng
A 16934 Kevinmeng (ideiglenes jelöléssel (16934) 1998 FA91) a Naprendszer kisbolygóövében található aszteroida. A LINEAR projekt keretében fedezték fel 1998. március 24-én.